# Ecsenius yaeyamaensis
Ecsenius yaeyamaensis és una espècie de peix de la família dels blènnids i de l'ordre dels perciformes.

## Morfologia
- Els mascles poden assolir 6 cm de longitud total.[4][5]

## Reproducció
És ovípar.

## Depredadors
És depredat al Japó per Fistularia commersonii.

## Hàbitat
És un peix marí de clima tropical i associat als esculls de corall que viu fins als 15 m de fondària.

## Distribució geogràfica
Es troba des de Sri Lanka fins a Vanuatu, Taiwan, les Illes Yaeyama, el sud de la Gran Barrera de Corall i a Palau.